# Charles W. Sawyer
Pour les articles homonymes, voir Sawyer.
Charles W. Sawyer, né le 10 février 1887 à Cincinnati (Ohio) et mort le 7 avril 1979 à Palm Beach (Floride), est un homme politique américain. Membre du Parti démocrate, il est lieutenant-gouverneur de l'Ohio entre 1933 et 1935, ambassadeur des États-Unis en Belgique entre 1944 et 1945 puis secrétaire au Commerce entre 1948 et 1953 dans l'administration du président Harry S. Truman.

## Source
- (en) Cet article est partiellement ou en totalité issu de l’article de Wikipédia en anglais intitulé « Charles W. Sawyer » (voir la liste des auteurs).